# Agriculture étrusque

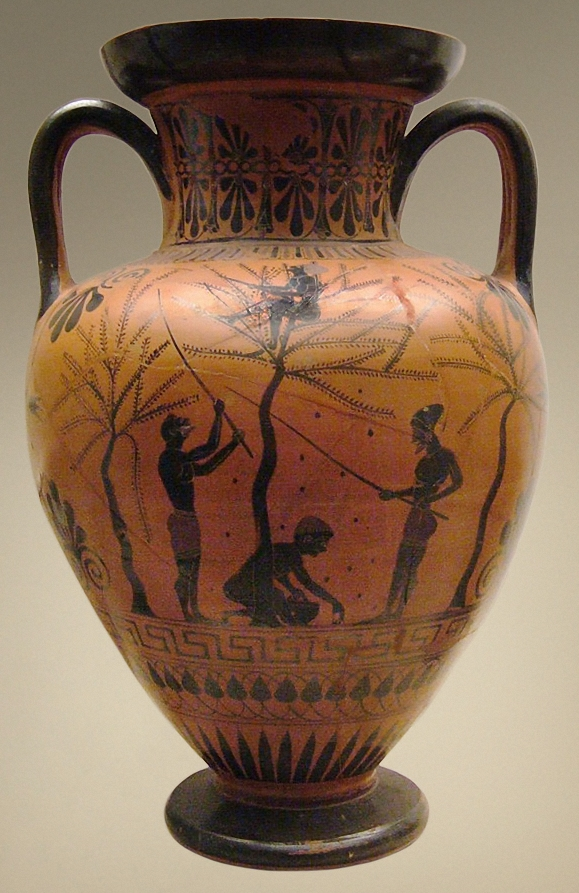
Scène de cueillette d'olives à Vulci vers -520.

L'agriculture étrusque s'appuie sur une région fertile (Etruria felix) et, l'intérêt des Étrusques à la mise en valeur de leur sol que leur avait inspiré des traités d'agriculture.
Également soucieux de leur mythologie, la Maris est leur déesse des champs, de la fertilité et de l'agriculture. Leurs pratiques religieuses et divinatoires, déterminent le bornage étrusque, qui  leur permet de délimiter les champs et de régler les conflits de propriété et d'usage, et l'hydraulique étrusque résout les problèmes d'irrigation. 

« Dans un sol gras, comme en Étrurie, on voit des labours féconds et qui ne connaissent pas la jachère, des arbres de belle venue, et nulle part de la mousse. »

— Varron, R. R.  1.9.5 in Heurgon.

## Histoire
Aucun document écrit direct concernant l'agriculture étrusque ne nous est parvenu, mais l'archéologie atteste bien l'intérêt porté par les Étrusques à l'agriculture, comme en particulier la découverte d'un bronze votif, représentant un laboureur (IVe siècle av. J.-C.) provenant d'Étrurie septentrionale connue sous le nom « Statuette du laboureur d'Arezzo » et conservé au Musée national étrusque de la villa Giulia.
Seule  la comparaison avec les règles des agronomes grecques et romains et l'analyse des instruments agricoles qui ont été retrouvés lors de fouilles, soit en reproduction miniature dans les tombes étrusques, ou reproduites sur des vases (une série d’outils, de faux et surtout de charrues) nous éclairent sur la méthode de travail du paysan étrusque et nous permettent de déduire les étapes et périodes pour travailler la terre :
labourage, semailles, désherbage, terre tassée autour des racines, houement, extraction des plantes malades, transport des gerbes de blé, battage, vannage, récolte des chaumes, mise en meules de la paille, brûlage des chaumes.
Les étapes finales de battage et de vannage sont incertaines par le manque d'indices et d'outils.

## Productions
L'essor de l'agriculture s'accompagna d'une mise en valeur du territoire par la réalisation de travaux d'irrigation.
Céréales
Les Étrusques produisaient des céréales dont le blé constituait le principal élément, suffisamment pour en exporter dans les pays voisins. L'essor de l'agriculture s'accompagna d'une mise en valeur du territoire par la réalisation de travaux d'irrigation maîtrisée par l'hydraulique étrusque.
Clusium et Arezzo produisaient du blé tendre (siligo) et Pise la farine de blé dur (semoule alica). Clusium était réputée pour son épeautre (far Clusinum 26 livres au boisseau) et sa farine très blanche (candoris nitidi) pour confectionner la bouillie populaire (Clusinœ pultes).
Olives
La culture de l'olivier n'a été un élément important de l'économie qu'à partir du IIe siècle av. J.-C., car auparavant l'huile était directement importés d'Égée comme le témoignent les restes de très nombreuses amphores grecques. 
Retrouvés dans des nécropoles étrusques, les fresques et les vases témoignent souvent de scènes de gaulage ou de personnages tenant de longs bâtons. À cette époque, les produits de l'oléiculture servaient principalement à la confection d'onguents, de cosmétiques ainsi qu'à l'éclairage. 
Fruits
Malgré des « vergers riches en pays falisque » (Ovide) et d'un pays « partout planté d'arbres au point de paraître un immense verger continu » (Varron), nulle trace ne décrit les fruits qu'ils produisaient. Il en est de même pour les légumes.
Vigne

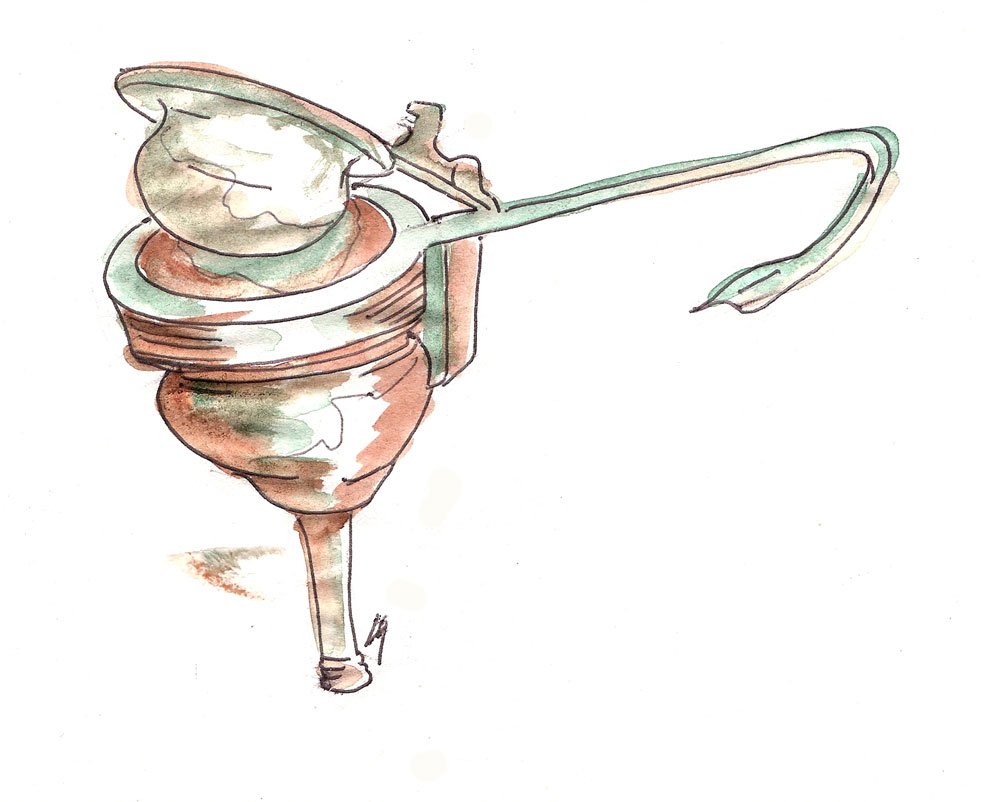
Infundibulum du musée archéologique de Florence.

Les Étrusques maîtrisent  la greffe de la vigne (cépages Tudernis d'Ombrie, Talpona d'Arezzo…) et sont producteurs de vin, rouges appréciés des Romains, et blanc doux qu'ils préféraient  pour leur consommation courante (l'Apianœ des banqueteurs) à partir des IVe et IIIe siècles av. J.-C.. Ils furent les premiers viticulteurs de la péninsule. Toutes leurs vignes étaient conduites en hautains. Columelle indique qu'un seul de leur cep pouvait porter jusqu'à mille grappes de raisin. Pline l'Ancien rapporte qu'à Populonia, une des capitales de l'Étrurie, une statue de Jupiter avait été sculptée dans un seul cep de la taille d'un homme. Étaient célèbres les vins de Graviscæ, celles de Statonia, Luni, mais pas ceux de Véies (Horace, Perse, Martial les qualifiaient de piquette » destinés aux bourses des avares).
Ils utilisent différentes substances pour modifier le goût du raisin, dont les débris sont éliminés par l'usage d'un filtre : l'Infundibulum, largement utilisé par les Grecs.
Fibres textile
Tarquinia était réputée par la culture du lin (celui des robes flottantes de la Truphè étrusque) et son tissage (fin du IIIe siècle av. J.-C.) des toiles de navires. Leurs filets de chasse  sont également réputées pour leur finesse et solidité.
Cheptel

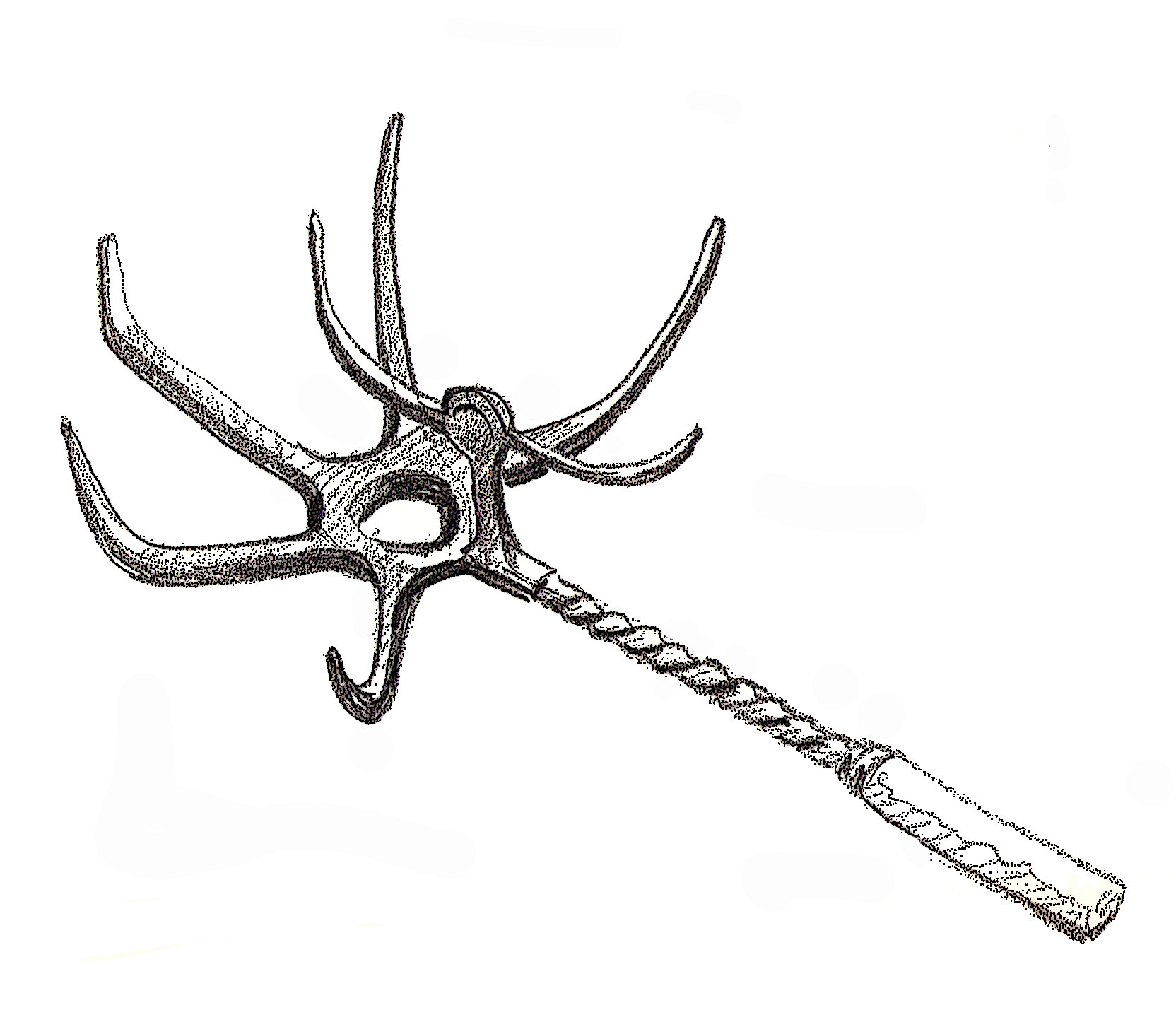
Broche à rôtir.

L'élevage du bétail avait une grande importance. Les animaux servaient au travail des champs au transport et à la guerre. Certains étaient domestiqués pour leur consommation courante. Citons le moutons, le bœuf, le buffle, le cheval, le lapin, la chèvre et le cochon.
Bois
Les forêts naturelles, très riches, fournissaient en bois les industries navale et minière.

## Outillage
L'araire est simple (sans coutre ni oreilles-versoir), comme  les autres outils (faucilles, houes, binettes, serpes à élaguer et à émonder, pelles, pioches, faucilles à fourrage ou à blé…), comme en témoignent les objets votifs (en bronze) retrouvés dans les tombes, quelques-uns en fer ayant réellement été utilisés, ou les représentations sculptés de la Tombe des Reliefs, de la frise de la situle de la Chartreuse de Bologne.

## Territoires de cultures
« Les campagnes non intégrées aux grandes cités présentent une structure sociale moins nettement différenciée, une hiérarchie dont le sommet est moins haut, et surtout une économie qui se cantonne longtemps au niveau de la subsistance. »

— Jean-René Jeannot, À la rencontre des Étrusques.
La propriété agricole jusqu'à l'Ager publicus du début du IIe siècle av. J.-C. appartenait majoritairement à la classe dirigeante (principes et gentilices).
La production était, suivant les endroits, spécialisée dans le vin, les céréales ou l'olive. Dans les fermes des campagnes, les esclaves (servus) fournissait une abondante main d'œuvre à bon marché. 
Il existait aussi des petits paysans indépendants souvent issus d'affranchis vivant de leur agriculture mixte.

« L’Étrurie aurait connu un prolétariat agraire, astreint, en échange de certaines garanties contre la violence et l’éviction, au travail des champs et au service militaire »

— Jacques Heurgon, L’État étrusque, Historia, 6, 1957, p. 70-74.
Les Étrusques se divisaient les champs avec précision, délimités par des frontières précises définies par le bornage étrusque.
La division de la terre correspondait en symétrie avec celle du ciel opérée par le templum, où chaque section était sous la protection d'une divinité spécifique et interprété par les prêtres, les haruspices et les augures, l'enlèvement d'une pierre de bornage sans un contrat officiel de vente était considéré comme un acte sacrilège.
L'institution de propriété privée en Étrurie.
Les champs étaient rigoureusement délimités par des vignes qui poussaient sur des peupliers, des érables ou des ormes comme supports. 
À partir du IIe siècle av. J.-C. les terres nues agricoles étaient gérées selon le modèle des latifundia que les Romains reprendront.

## Techniques
La charrue (longueur d'un sillon) est l'unité de mesure pour les terres agricoles.
On leur doit également la technique de la  friche qui, en Étrurie, était limité à 9 sillons tracés, et des techniques d'irrigation très développées.
Pline le Jeune décrit l'Étrurie intérieure en ces termes :

« Le paysage est très beau. Imaginez un amphithéâtre immense, que seule la nature peut offrir : une vaste plaine spacieuse, ceinte de collines et de monts où sur les sommets poussent des forêts anciennes de grands arbres, où le gibier est abondant et varié. Depuis les hauteurs, les bois descendent les pentes ; là les collines ont une terre bonne, parce qu’il est difficile d’y trouver des roches. Ces terres ne sont pas moins fertiles que les champs situés dans la plaine [...] À leurs pieds, s’étendent de tous côtés les vignobles enchevêtrés de manière à couvrir uniformément l'espace de long en large ; et à la limite inférieure, formant presque une barrière, s’élèvent des bosquets, et encore des terrains arables, qui ne peuvent pas se labourer sans l'aide de bœufs puissants et de charrues robustes. Des prairies couvertes de fleurs produisent du trèfle, et d’autres herbes toujours jeunes et tendres. En étant irrigués, ces terrains sont des sources inépuisables »

— Pline le Jeune.